# 櫻町前站
櫻町前站（日语：／ Sakuramachi-mae eki */?）是位於日本愛知縣西尾市綠町，屬於名古屋鐵道西尾線的鐵路車站。車站編號為GN08。

## 車站結構
本站為側式月台1面1線的地面車站。

### 月台配置
| 路線   | 方向 | 目的地                 |
| ------ | ---- | ---------------------- |
| 西尾線 | 上行 | 新安城、名鐵名古屋方向 |
| 西尾線 | 下行 | 西尾、吉良吉田方向     |

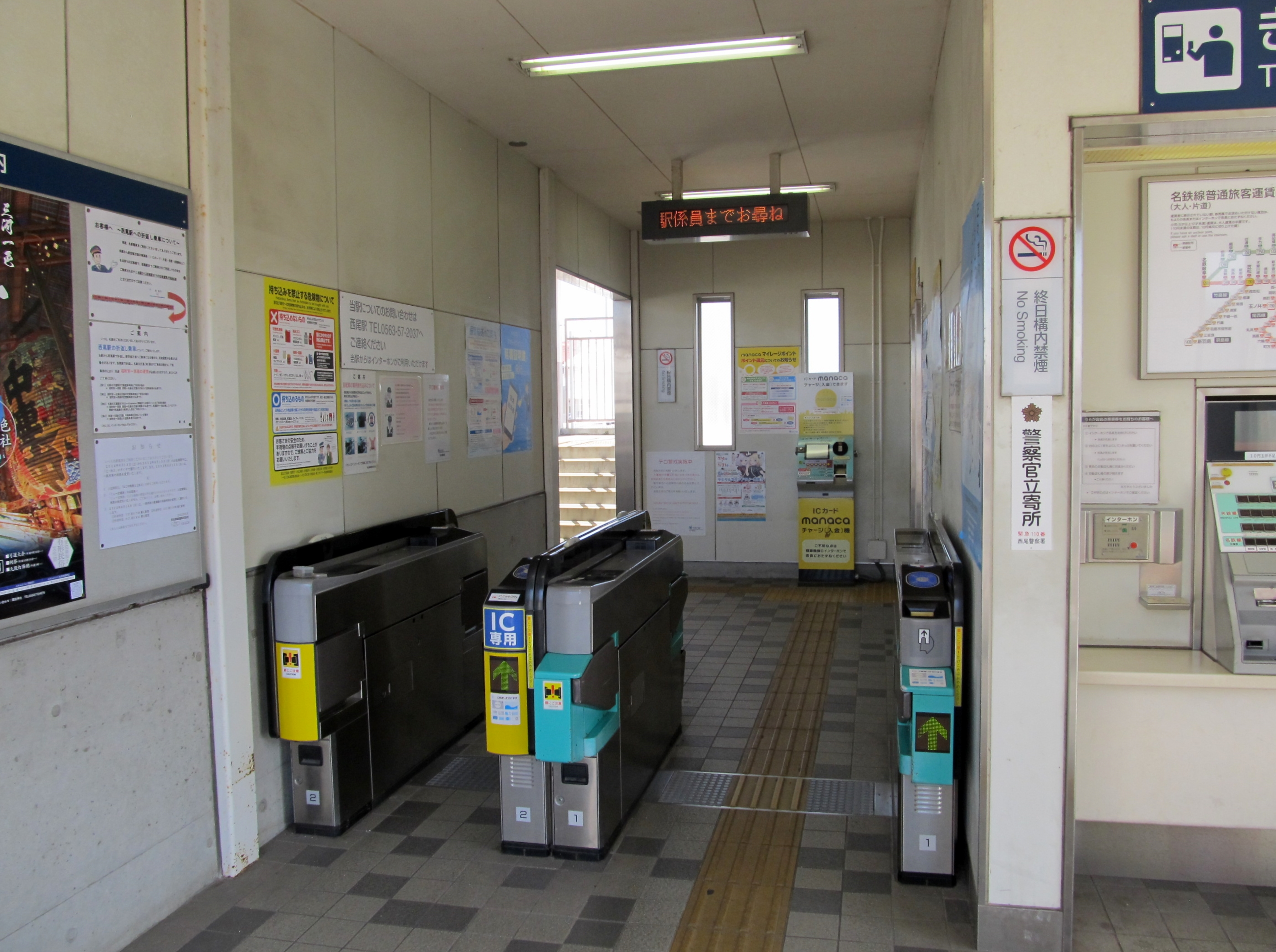
驗票閘口（2022年7月）
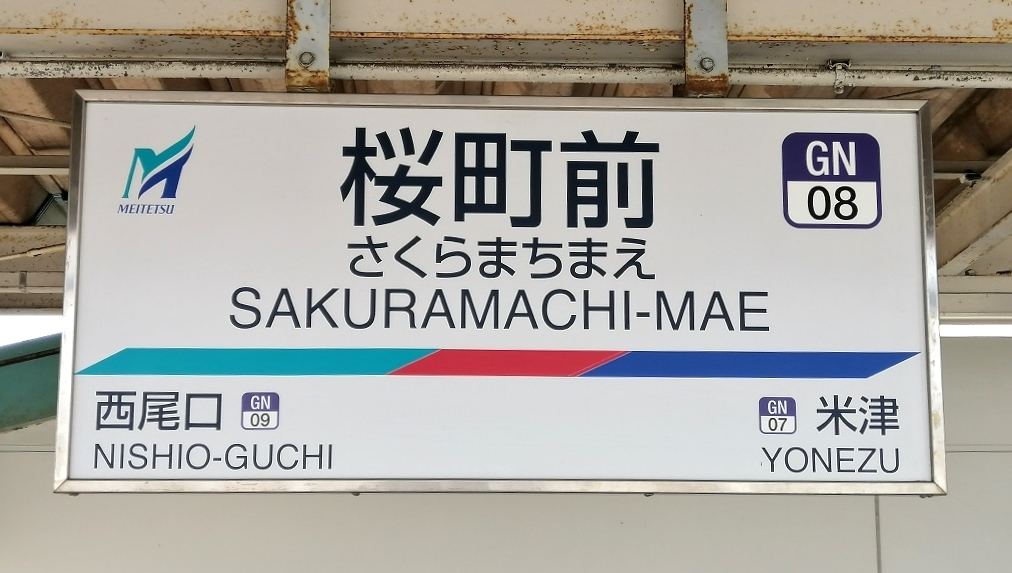
站名牌
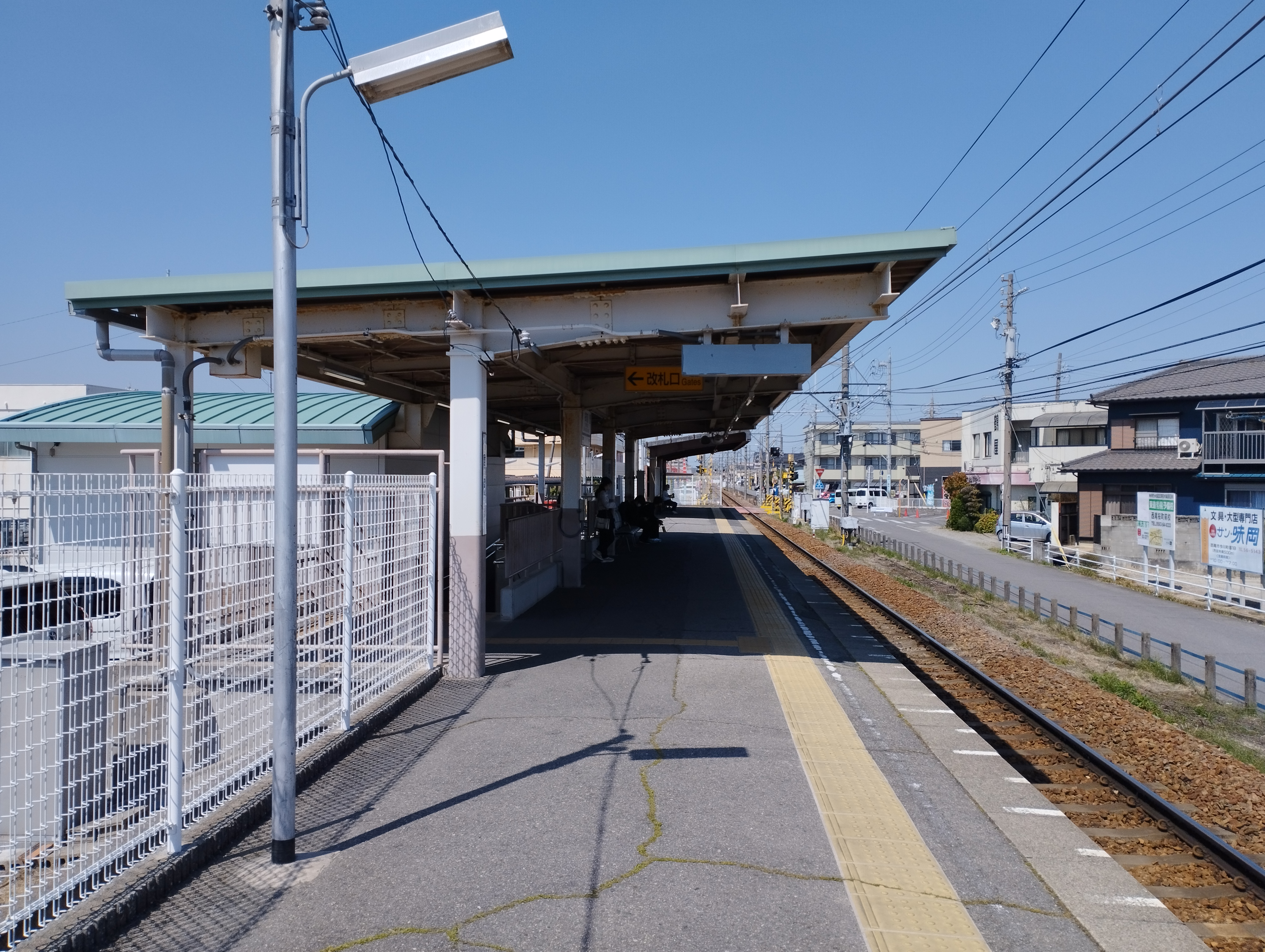
月台（2023年4月）

### 配線圖
| ← 新安城、 名古屋方向 | 櫻町前站 構內配線略圖 | → 西尾、 吉良吉田方向 |
| 图例 参考文献：       |                       |                       |

## 使用情況
| 年度   | 1日平均 上車人次 |
| ------ | ---------------- |
| 2006年 | 1,039            |
| 2007年 | 1,123            |
| 2008年 | 1,191            |
| 2009年 | 1,216            |
| 2010年 | 1,238            |

## 相鄰車站
名古屋鐵道
 西尾線
■特急
通過
■急行
米津（GN07）－櫻町前（GN08）－西尾（GN10）
■普通
米津（GN07）－櫻町前（GN08）－西尾口（GN09）

## 外部連結
- 櫻町前 - 名古屋鐵道